# Frank Taylor
Frank Taylor (Hemsworth, 30 aprile 1916 – 2 gennaio 1970) è stato un allenatore di calcio e calciatore inglese, di ruolo difensore.

## Biografia
Anche suo fratello maggiore Jack era un calciatore professionista; i due per alcuni anni giocarono anche insieme nel Wolverhampton.

## Carriera

### Giocatore
Esordisce tra i professionisti nella stagione 1936-1937 all'età di 20 anni con il Wolverhampton, club della prima divisione inglese, con cui gioca 5 partite di campionato; dopo ulteriori 2 presenze nella stagione successiva, nella stagione 1938-1939 diventa titolare fisso dei Wolves: gioca infatti 41 delle 42 partite di campionato e tutte e 6 le partite disputate dal club in FA Cup, competizione che si conclude tra l'altro anche con il raggiungimento della finale, poi persa per 4-1 contro il Portsmouth. Lo scoppio della seconda guerra mondiale e la conseguente interruzione dei campionati a partire dalla stagione 1939-1940 pone di fatto fine alla carriera di Taylor all'età di soli 23 anni, anche se teoricamente rimane tesserato per il club fino al 1944 e prende anche saltuariamente parte ad alcune delle partite giocate durante il periodo bellico al posto dei normali campionati.

### Allenatore
Inizia ad allenare nel 1948 ai semiprofessionisti dello Scarborough, dove rimane per 2 stagioni. Nelle stagioni 1950-1951 e 1951-1952 lavora invece come vice prima all'Hull City e poi al Leeds Utd. Al termine della stagione 1951-1952 viene ingaggiato dallo Stoke City, club di prima divisione, per sostituire Bob McGrory, che aveva allenato il club nelle precedenti 17 stagioni (oltre a 14 stagioni da giocatore): la sua prima stagione alle Potteries si conclude con una retrocessione in seconda divisione, categoria in cui poi allena ininterrottamente fino al termine della stagione 1959-1960, sfiorando a più riprese il ritorno in massima serie (con 3 quinti posti nelle stagioni 1954-1955, 1956-1957 e 1958-1959) ma venendo esonerato dopo un campionato negativo che aveva visto la squadra piazzarsi al diciassettesimo posto in classifica, non lontano dalla retrocessione in terza divisione.